# Santo Roger
Santo Ignacio Salmane Roger is een Belgisch jiujitsuka.

## Levensloop
Roger is afkomstig uit Sint-Jans-Molenbeek en traint bij de Brussels Brazilian Jiu Jitsu Academy in Koekelberg.
Hij behaalde  in de discipline ne waza in de gewichtsklasse -56kg zilver op de wereldkampioenschappen van 2017 en brons op het WK van 2016.